# Zoroaster macracantha
Zoroaster macracantha is een zeester uit de familie Zoroasteridae.
De wetenschappelijke naam van de soort werd in 1916 gepubliceerd door Hubert Lyman Clark.